# Cuora pani
La tartaruga scatola di Pan (Cuora pani Song, 1984) è una rarissima specie di tartaruga della famiglia dei Geoemididi.

## Descrizione
Il carapace, leggermente convesso e dotato di una carena vertebrale, è di colore verde-oliva-marrone con screziature nerastre e raggiunge la lunghezza di circa 200 mm. Il piastrone è ovale e presenta un'evidente intaccatura sul margine degli scuti anali. Gli scuti del piastrone sono tendenzialmente color crema, con una pigmentazione nera a barre rettangolari in prossimità delle suture (questo pattern permette la distinzione da C. aurocapitata). La testa è verde-oliva, con disegni e bande longitudinali di colore giallo e nero-marrone scuro.

## Distribuzione e habitat
C. pani è un endemismo della Cina centro-orientale, dove è segnalata nelle province di Gansu, Hubei, Shaanxi e Sichuan. Si tratta di una specie prevalentemente acquatica che popola gli affluenti settentrionali del fiume Yangtze.

## Conservazione
L'intenso prelievo, finalizzato all'uso alimentare e medicinale (medicina tradizionale cinese), sta causando il rapido declino delle popolazioni di molti cheloni asiatici, tra cui C. pani. Le altre minacce provengono dall'inquinamento, dall'alterazione e dalla frammentazione dell'habitat. Per frenare questo trend è, tuttavia, necessario implementare le conoscenze relative alla biologia e alla distribuzione di questa specie.